# سیزدهمین جشن سینمای ایران
سیزدهمین دوره جشن خانه سینمای ایران شهریور ماه ۱۳۸۸ در هتل استقلال تهران برگزار شد.

## جوایز
به دلیل وقایع سال ۸۸ و شرایط ملتهب آن زمان و همچنین کاهش بودجه برگزاری جشن، جشن سیزدهم به صورت مختصر و بدون اهدای تندیس در بخشهای رقابتی برگزار شد. در این دوره تنها چند تندیس افتخار اهدا شد و از سه هنرمند (تیگران تومانیان، نیکو خردمند و ناصر تقوایی) و یک خدمتگزار عرصه فرهنگ و هنر (محمدباقر قالیباف شهردار تهران) تقدیر به عمل آمد.